# Phương pháp tổ chức thực hiện công việc

Tiến độ (schedule) và biểu đồ nguồn nhân lực của hai phương pháp tổ chức thực hiện công việc là: phương pháp tổ chức theo dây chuyền (theo tổ độ chuyên môn thực hiện liên tục), cùng phương pháp tổ chức theo gói công việc (công việc khoán gọn), lập cho dự án xây dựng nhà nhiều tầng.

Phương pháp tổ chức thực hiện công việc, gọi chính xác là các phương pháp tổ chức thực hiện công việc (trong quản lý dự án), trong dự án xã hội gọi là phương pháp tổ chức sự kiện, trong sản xuất gọi là các phương pháp tổ chức sản xuất (dự án sản xuất), trong sản xuất xây dựng hay dự án thầu khoán xây dựng gọi là các phương pháp tổ chức thi công (tức là các phương pháp tổ chức thực thi công việc tại công trường).
Các phương pháp tổ chức thực hiện công việc là các phương pháp bố trí sắp xếp việc thực hiện các công việc trong một dự án (chính trị xã hội, dịch vụ, sản xuất nông nghiệp, đầu tư xây dựng) hay một nhà máy sản xuất công nghiệp, theo thời gian và không gian thực hiện và bằng những nguồn tài nguyên đầu vào, nhằm đạt mục đích của dự án (đối với sản xuất là ra được sản phẩm đem lại lợi nhuận,...).
Các phương pháp tổ chức thực hiện công việc thực chất các phương pháp được áp dụng vào hai khâu của quá trình quản lý là: lập kế hoạch và điều chỉnh kế hoạch (không bao gồm khâu theo theo dõi kiểm tra kế hoạch), nhưng là những phương pháp tác động đồng bộ vào hai loại kế hoạch là kế hoạch thời gian (tức tiến độ) và kế hoạch nguồn lực trong quản lý dự án và quản lý sản xuất.

## Lịch sử
Việc tổ chức thực hiện các công việc trong xã hội loài người, trước khi có các bản kế hoạch trên giấy đầu tiên (bản kế hoạch thời gian hay còn gọi là tiến độ trên giấy được Frederick Winslow Taylor và Henry Laurence Gantt đưa ra vào đầu thế kỷ 20), đều được ra lệnh trực tiếp bằng miệng. Khi nghiên cứu việc xây dựng kim tự tháp và các lăng mộ cổ của người Ai Cập, người ta không tìm thấy bất kỳ một bản tiến độ nào. Và người ta giả thiết rằng việc lập kế hoạch nằm sẵn ở trong đầu người giám sát xây dựng kim tự tháp và việc cải thiện kế hoạch tiến độ xây dựng kim tự tháp được Pharaoh thực hiện bằng cách ra lệnh cho quân đội tìm bắt và điều khiển những người nô lệ làm mọi công việc theo đúng tiến độ.
Tuy vậy, phương thức tổ chức thực hiện công việc theo trình tự thời gian (kế hoạch thời gian) ngay từ khi con người biết lao động đã xuất hiện 2 phương thức sơ khai là: phương pháp bố trí thực hiện công việc tuần tự và bố trí thực hiện công việc song song. Đây có thể coi là 2 phương pháp tổ chức nguyên thủy sơ khai nhất trong các phương pháp tổ chức thực hiện công việc. Phương pháp tổ chức thực hiện tuần tự, đây là một trong 2 phương pháp tổ chức thực hiện công việc cổ xưa nhất, xuất hiện ngay khi có sự phân công lao động trong xã hội loài người. Trong nông nghiệp, điều kiện sản xuất phụ thuộc nhiều vào các yếu tố tự nhiên thường làm cho công việc phải được bố trí sắp xếp tuần tự theo thời vụ: cày bừa (làm đất) → gieo trồng → chăm sóc → thụ phấn → thu hoạch. Phương pháp tổ chức thực hiện song song, đây là một trong 2 phương pháp tổ chức thực hiện công việc cổ xưa nhất, xuất hiện ngay khi có sự phân công lao động trong xã hội loài người: săn bắn và hái lượm. Nhưng cả hai phương pháp sơ khai này, đều mới chỉ là các phương pháp tổ chức kế hoạch tiến độ thuần túy, tức là bố trí sắp xếp các công việc trên trục thời gian, mà không xem xét tới kế hoạch nguồn lực để thực hiện. Do đó, chúng chưa phải là những phương pháp tổ chức thực hiện công việc hoàn chỉnh. Lý thuyết quản lý và quản lý dự án hiện coi 2 phương pháp tổ chức sơ khai này chỉ là các mối quan hệ giữa các công việc về mặt thời gian. Điều này được thể hiện rõ nhất trong tiến độ thể hiện bằng phương pháp sơ đồ mạng theo quan hệ. Phương pháp tổ chức tuần tự chính là 2 dạng mối quan hệ công việc: mối quan hệ Kết thúc-Bắt đầu (Finish to Start (FS), tức là tuần tự thuận) và mối quan hệ Bắt đầu-Kết thúc (Start to Finish (SF), tức là tuần tự ngược). Phương pháp tổ chức song song chính là 2 dạng mối quan hệ công việc: mối quan hệ Bắt đầu-Bắt đầu (Start to Start (SS), tức là song song cùng xuất phát) và mối quan hệ Bắt đầu-Kết thúc (Finish to Finish (FF), tức là song song cùng về đích).

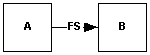
quan hệ FS
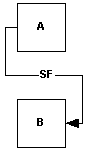
quan hệ SF
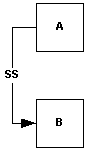
quan hệ SS
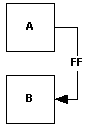
quan hệ FF

## Các phương pháp tổ chức thực hiện công việc

### Phương pháp tổ chức theo tổ đội lao động chuyên nghiệp (giả dây chuyền)

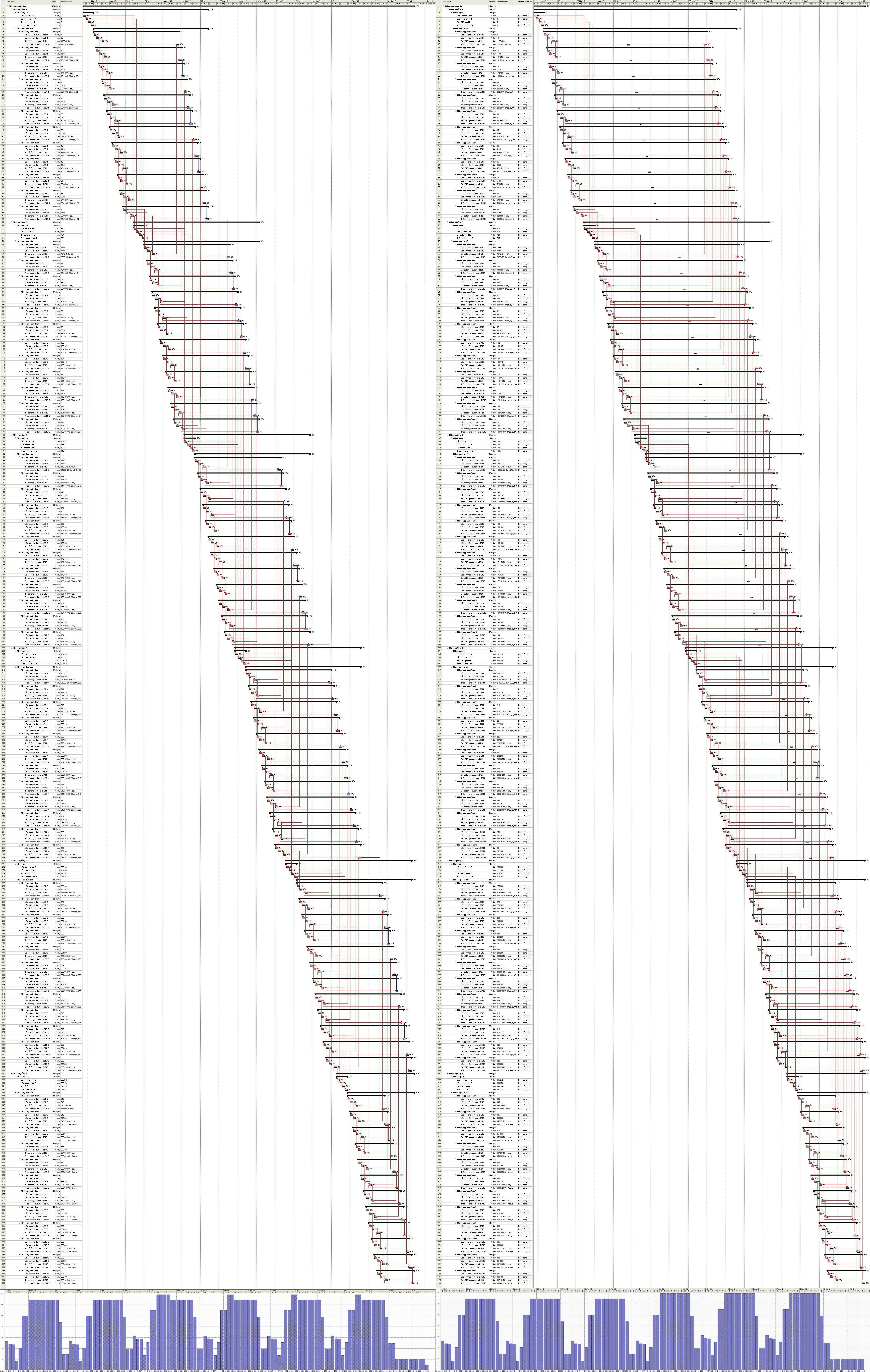
Tổ chức thi công phần thân một nhà cao tầng theo phương pháp tổ chức theo tổ đội lao động chuyên nghiệp. (Các công việc chuyên môn sâu trên từng phân đoạn (còn gọi là các công tác), như: lắp cốt thép cột, lắp cốp pha cột, đổ bê tông cột, lắp cốp pha dầm sàn, lắp cốt thép dầm sàn, đổ bê tông dầm sàn,... do những tổ đội lao động chuyên nghiệp (có chuyên môn lành nghề) với biên chế cố định thực hiện, với khối lượng công tác đồng đều trên các phân đoạn. Do đó, thời hạn thực hiện các công tác đó cũng không đổi.) Tuy nhiên, các công tác chuyên môn đó không thể hợp thành một dây chuyền đơn vị, vì chúng không được thực hiện một cách liên tục tuần tự theo thời gian, (giả dây chuyền).

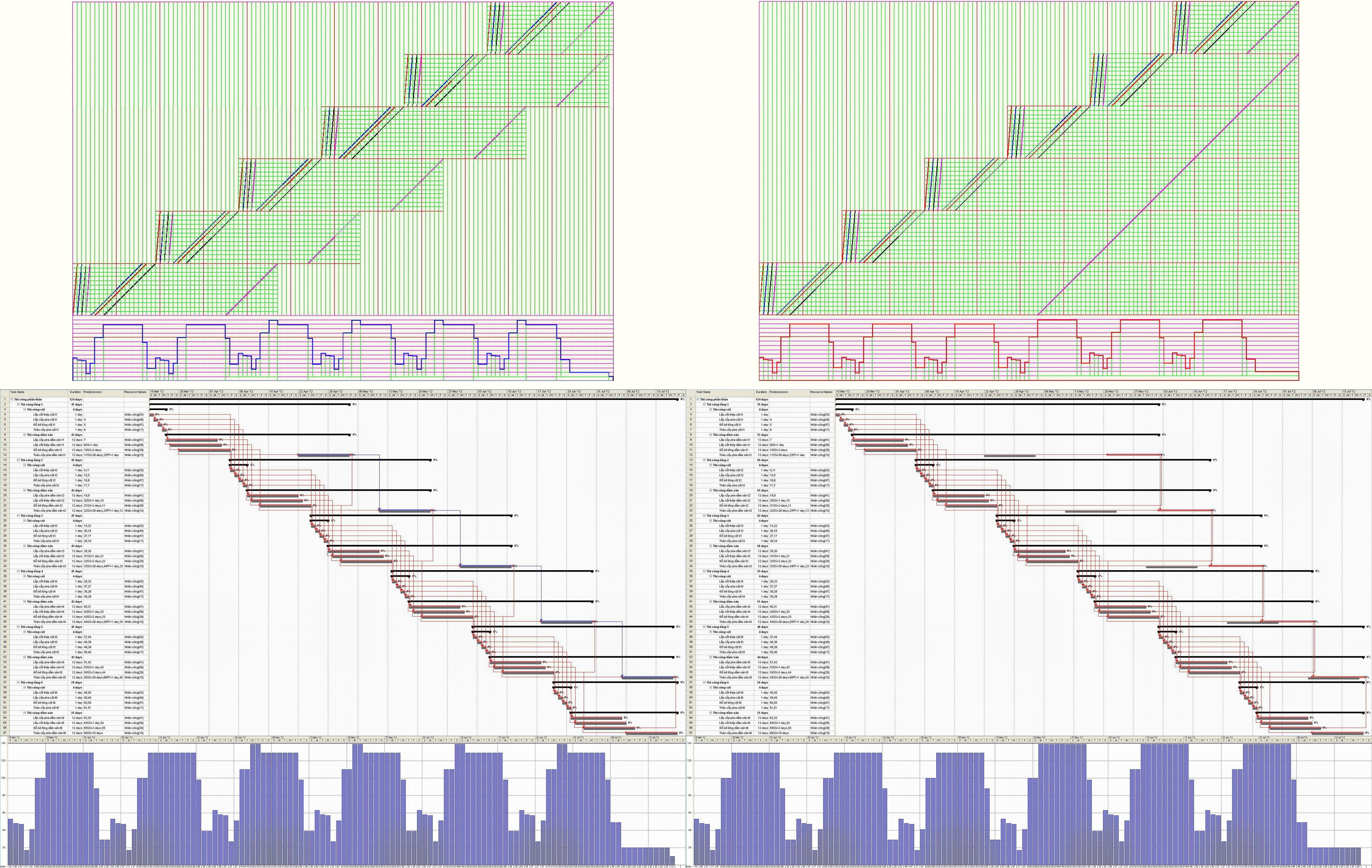
Tiến độ thi công phần thân nhà cao tầng đó, (tức là vẫn tổ chức thi công theo tổ đội lao động chuyên nghiệp), nhưng các công tác chuyên môn đã được hợp nhất thành một trong một gói công việc thi công theo tầng, và tiến độ được thể hiện cả ở 2 dạng: sơ đồ xiên và sơ đồ ngang Gantt trong Microsoft Project.

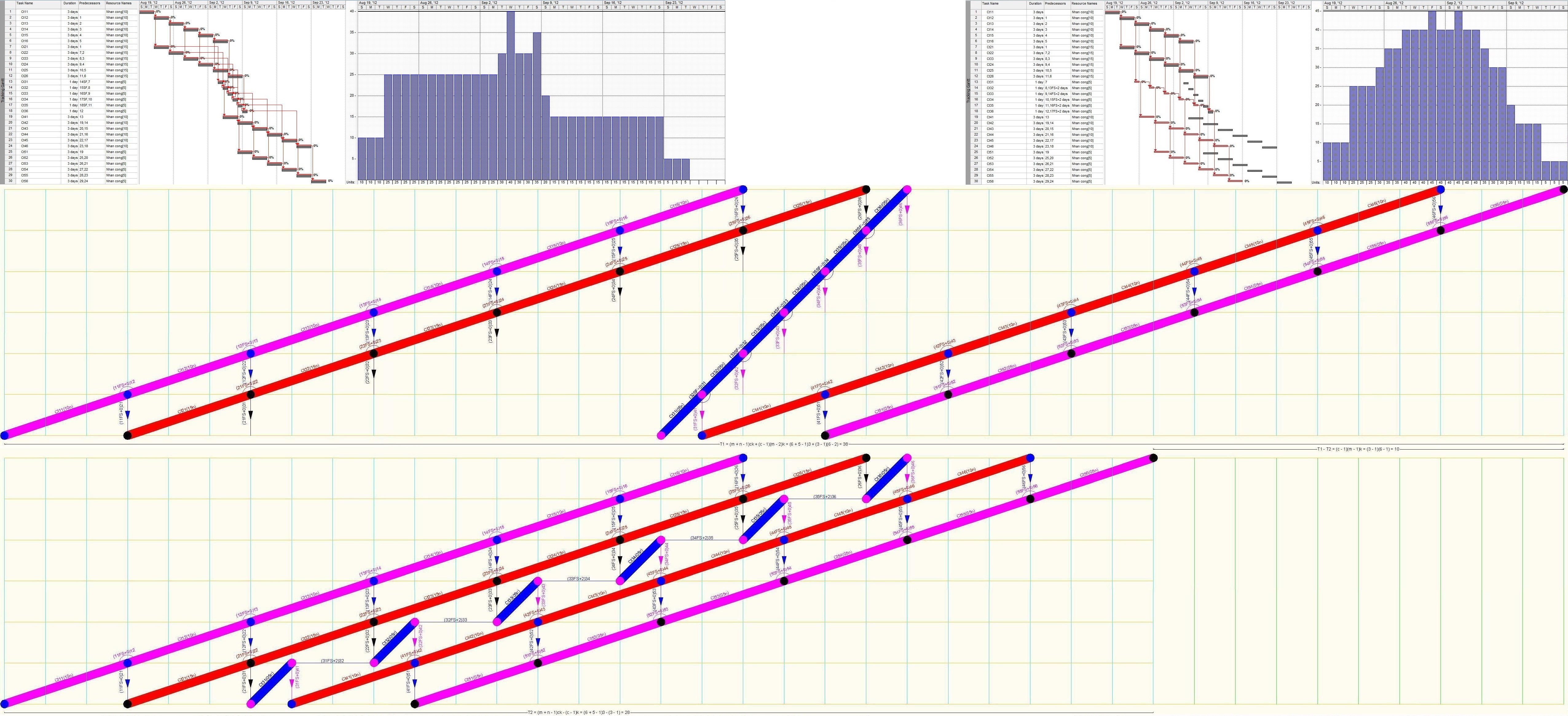
Biến đổi dây chuyền đơn nhịp ước số (còn gọi là cân bằng dây chuyền nhịp nhàng theo nhịp nhanh), trong tiến độ dây chuyền nhịp bội lẻ một dây chuyền nhịp ước (nhịp nhanh), thành tổ đội chuyên nghiệp (không còn là dây chuyên đơn) hoạt động với mô đun chu kỳ bằng với nhịp của các dây chuyền nhịp bội nhịp nhàng còn lại (các nhịp chậm). Nhằm làm giảm tối đa thời lượng thực hiện toàn bộ dự án.

Phương pháp tổ chức theo tổ đội lao động chuyên nghiệp là phương thức tổ chức việc thực hiện công việc trong một dự án có nhiều gói công việc tương tự nhau, trong mỗi gói công việc đó đều gồm có các công tác chuyên môn giống nhau. Các công tác chuyên môn này được tổ chức thực hiện bởi các tổ đội chuyên nghiệp có chuyên môn chuyên sâu tương ứng với từng loại công tác. Những tổ đội chuyên nghiệp này phải bắt buộc có biên chế ổn định (tính định biên), không được thay đổi trong quá trình thực hiện công việc chuyên môn từ phân đoạn công việc trọn gói này sang phân đoạn công việc trọn gói khác. Tuy nhiên, quá trình thực hiện mỗi công tác chuyên môn tuần tự từ phân đoạn này sang phân đoạn khác có thể là gián đoạn về thời gian hoặc liên tục về thời gian.
Nếu liên tục về thời gian, thì quá trình thực hiện công việc chuyên môn của mỗi tổ đội chuyên nghiệp biên chế cố định sẽ hợp thành một dây chuyên đơn vị chuyên môn, khi đó phương pháp tổ chức theo tổ đội chuyên nghiệp trở thành phương pháp tổ chức thực hiện công việc theo dây chuyền.
Phương pháp tổ chức theo tổ đội chuyên nghiệp thường được áp dụng trong các dự án xây dựng, có nhiều gói công việc chứa các công việc chuyên môn giống nhau. Gói công việc, hay công việc trọn gói, hoặc công việc khoán gọn, là cách phân chia công việc theo phạm vi (tức là theo quy mô, hay là theo chiều ngang). Trong dự án xây dựng, gói công việc có thể là các cấp: toàn bộ dự án, một hạng mục công trình (phần ngầm, phần kết cấu thô, phần hoàn thiện,...), một tầng công trình (bao gồm cả phần kết cấu thô, phần hoàn thiện, phần dịch vụ kỹ thuật,...), một phân đoạn thi công (bao gồm cả phần kết cấu thô, phần hoàn thiện, phần dịch vụ kỹ thuật,...). Trong mỗi gói công việc đều có một số các công tác chuyên môn giống nhau, ví dụ như: trên mỗi phân đoạn của một tầng, gói công việc phần kết cấu thô đều bao gồm các công tác: lắp cốt thép cột, lắp cốp pha cột, đổ bê tông cột, tháo cốp pha cột, lắp cốp pha dầm sàn, lắp cốt thép dầm sàn, đổ bê tông dầm sàn.
Tính cố định biên chế của tổ đội chuyên nghiệp (tính định biên) ở Phương pháp tổ chức theo tổ đội chuyên nghiệp, làm cho thời lượng thực hiện của các công tác chuyên môn trên từng phân đoạn bị cố định (tỷ lệ nghịch với biên chế tổ đổi) ngay từ khi bắt đầu lập kế hoạch tiến độ mà không thay đổi được.

### Phương pháp tổ chức thực hiện công việc theo dây chuyền (dây chuyền thật)
Phương pháp tổ chức thực hiện công việc theo dây chuyền là trường hợp đặc biệt của Phương pháp tổ chức theo tổ đội lao động chuyên nghiệp khi mà các công việc chuyên môn dành riêng cho mỗi tổ đội lao động chuyên nghiệp (với biên chế cố định) có thể sắp xếp thành một chuỗi dây chuyền liên tục về thời gian, gọi là dây chuyền đơn vị (chuyên môn), lần lượt tuần tự thực hiện trên các sản phẩm (hoặc phân đoạn công việc trọn gói) cùng loại. Mỗi một sản phẩm trong một dây chuyền sản xuất công nghiệp có thể coi là một công việc trọn gói, nó cũng phải trải qua nhiều công đoạn sản xuất khác nhau mà mỗi công đoạn là một chuyên môn riêng do một tổ đội chuyên nghiệp có biên chế cố định thực hiện. Phương pháp tổ chức theo dây chuyền được áp dụng trong sản xuất công nghiệp và trong thi công xây dựng, nơi mà mỗi công việc chuyên môn được lặp đi lặp lại và liên tục theo thời gian, trên số lượng sản phẩm rất lớn (xây dựng theo dây chuyền) hay thậm chí là vô hạn (sản xuất theo dây chuyền).
Phương pháp tổ chức thực hiện công việc theo dây chuyền là một phương pháp tổ chức chú trọng tới tính kết nối theo chiều dọc (theo chuyên môn), khác biệt rõ rệt với tổ chức theo sơ đồ mạng, chú trọng nhiều tới kết nối công việc theo chiều ngang thành các công việc trọn gói, mà không xem xét tới tính chuyên môn (công việc chuyên môn).
Tính cố định biên chế của tổ đội chuyên nghiệp (tính định biên), đặc tính cũng có ở phương pháp tổ chức thực hiện công việc bao trùm của nó là phương pháp tổ chức theo tổ đội chuyên nghiệp, làm cho thời lượng thực hiện của các công tác chuyên môn trên từng phân đoạn bị cố định (tỷ lệ nghịch với biên chế tổ đổi) ngay từ khi bắt đầu lập kế hoạch tiến độ mà không thay đổi được. Ngoài ra, ở Phương pháp tổ chức thực hiện công việc theo dây chuyền, các công tác chuyên môn trên mỗi phân đoạn còn bị cố định thời điểm bắt đầu hay kết thúc trên trục thời gian bởi mối liên hệ theo chiều dọc với các công tác cùng chuyên môn trên phân đoạn được thực hiện trước nó. Nếu thay đổi các thời điểm này của các công tác chuyên môn trên mỗi phân đoạn thì tính liên tục của dây chuyền đơn vị chuyên môn sẽ bị phá vỡ, tức là cũng phá vỡ dây chuyền.
Phương pháp tổ chức thực hiện công việc theo dây chuyền hoàn toàn có thể biểu diễn dưới dạng sơ đồ mạng. Nhưng do bị cố định cứng như vậy (về thời điểm bắt đầu, thời lượng thực hiện, thời điểm kết thúc), việc chuyển phương pháp này sang dạng thể hiện sơ đồ mạng không đem lại nhiều ý nghĩa về mặt tổ chức dây chuyền, vì dù có thể tìm ra được đường găng thì các công tác găng và không găng đều không thể điều chỉnh được trên trục thời gian (do bị ghim cố định lại bởi tính dây chuyền). Các công tác không găng có dự trữ, nhưng các dự trữ đó là không thể dùng để điều chỉnh việc tổ chức thực hiện công việc, nếu điều chỉnh chúng sẽ làm phá vỡ dây chuyền và khi đó phương pháp tổ chức thực hiện công việc theo dây chuyền bị phá vỡ biến thành phương pháp tổ chức theo tổ đội chuyên nghiệp.

### Phương pháp tổ chức thực hiện công việc trọn gói(không dây chuyền)

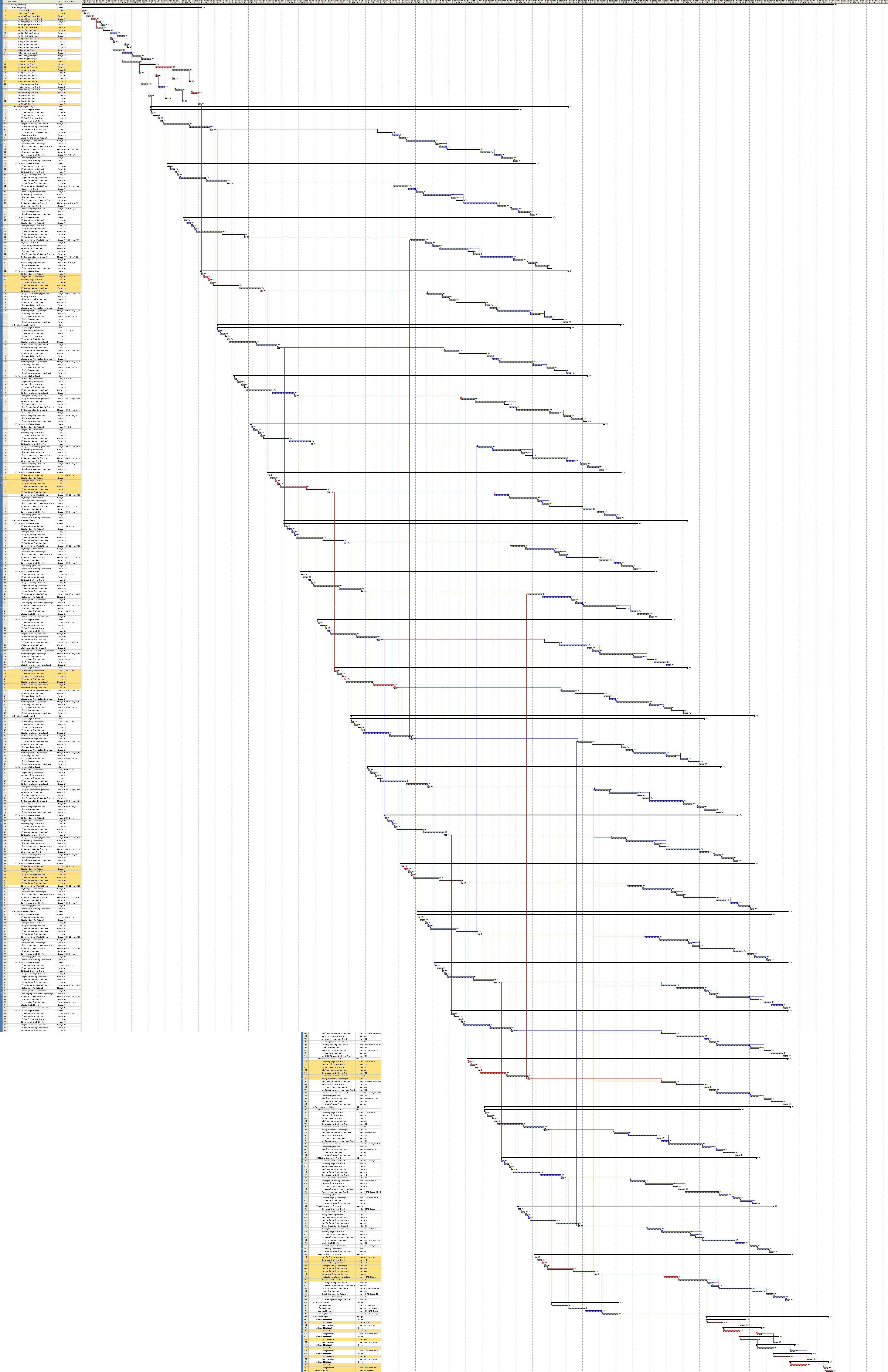
Tổ chức thi công nhà cao tầng theo phương pháp tổ chức theo công việc tron gói. (Các công tác nằm trên đường găng thì trong phần danh mục công việc (WBS) được tô màu vàng đậm, còn trong sơ đồ ngang Gantt của Microsoft Project được vẽ bằng đường ngang đôi đỏ/đen.) Trong tiến độ này không có các mối quan hệ theo chiều dọc (chiều công việc chuyên môn) giữa các công tác cùng chuyên môn nhưng nằm ở các phân đoạn khác nhau.

Phương pháp tổ chức thực hiện công việc theo công việc tron gói (tổ chức thực hiện theo dự án) không quan tâm tới tính chuyên môn của các công tác (không có các công việc chuyên môn), mặc dù trong từng gói công việc đều có các công tác chuyên môn đặc thù.
Phương pháp này chỉ quan tâm tới các thời điểm bắt đầu và kết thúc của các gói công việc cũng như thời lượng thực hiện các gói công việc đó.
Trong mỗi gói công việc các công tác chuyên môn của cùng một dây chuyền công nghệ được sắp xếp liên quan với nhau bằng những mối quan hệ theo chiều ngang (tức là mối quan hệ theo logic công nghệ). Các mối quan hệ theo logic công nghệ giữa các công tác trong mỗi một công việc trọn gói đều có thể là một trong bốn loại mối quan hệ sau:
- Tuần tự thuận (FS+C) với C là độ trễ,
- Tuần tự nghịch (SF+C) với C là độ trễ, (tuy nhiên loại mối quan hệ này hầu như không gặp trong các mối quan hệ theo logic công nghệ),
- Song song cùng xuất phát (SS+C) với C là độ trễ,
- Song song cùng về đích (FF+C) với C là độ trễ.

Trong phương pháp tổ chức thực hiện công việc theo công việc trọn gói không tồn tại các mối quan hệ công việc theo chiều dọc, là các mối quan hệ giữa các công tác có cùng chung chuyên môn nằm trong các công việc trọn gói khác nhau. Có nghĩa là, trong 2 công việc trọn gói có thể có những cặp công tác có cùng chung chuyên môn (mỗi công tác trong cặp công tác chuyên môn đó nằm ở trên một công việc trọn gói riêng biệt), tuy nhiên 2 công tác cùng chung chuyên môn trong cặp đó không được thực hiện bởi cùng một tổ đội công nhân chuyên nghiệp, mà lại được thực hiện bởi 2 tổ đội công nhân chuyên nghiệp khác nhau (với biên chế tổ đội nói chung là khác nhau).
Ở phương pháp tổ chức thực hiện công việc theo công việc trọn gói, do không cần quan tâm tới công việc chuyên môn, tức là không để ý đến tính định biên của các biên chế tổ đội công nhân chuyên nghiệp, nên có thể thay đổi linh hoạt được thời lượng thực hiện của từng công tác trong các công việc trọn gói bằng cách tăng giảm tùy ý biên chế tổ đội chuyên môn.
Trong phương pháp tổ chức thực hiện công việc theo công việc trọn gói, giữa các công việc trọn gói phải tồn tại các mối quan hệ liên kết các thời điểm bắt đầu và kết thúc của các công việc trọn gói với nhau (tức là các mối quan hệ dạng điều kiện biên hay có thể là mối quan hệ khai mở không gian công tác). Những mối quan hệ này liên kết các công tác đầu hay cuối của các gói công việc lại với nhau. Nhưng phần lớn các công tác đầu và cuối của các gói công việc, thường là không cùng chuyên môn, nên các mối quan hệ điều kiện biên này là các mối liên kết chéo giữa các công tác không cùng chuyên môn và cũng không cùng trong một gói công việc. Trong tổ chức thi công xây dựng cũng tồn tại các mối quan hệ điều kiện biên liên kết chéo tương tự, chúng có thể tạo nên các khoảng gián đoạn thời gian giữa các đợt thi công, các tầng nhà,… là những gián đoạn được gọi là gián đoạn chuyển đợt hay gián đoạn chuyển tầng (điều kiện mở không gian công tác).
Tuy nhiên, điều cốt lõi của phương pháp tổ chức thực hiện công việc theo công việc trọn gói là dù các thời điểm bắt đầu và kết thúc của từng công tác, cùng với thời lượng thực hiện của mỗi công tác trong gói công việc, cũng như của mỗi gói công việc, có thay đổi linh hoạt thì vẫn luôn luôn tồn tại đường găng trong toàn bộ mạng công việc của dự án. Đồng thời trong dự án có thể có những công tác có một lượng thời gian dự trữ cho việc thực hiện chúng.
Phương pháp Đường găng hay phương pháp tổ chức thực hiện công việc theo sơ đồ mạng về bản chất là phương pháp tổ chức thực hiện công việc theo các công việc trọn gói hay chính là tổ chức theo dự án (có thể là đơn lẻ hay duy nhất). Trong gói công việc trọn gói, các công việc vẫn được phân theo chuyên môn, nhưng đơn lẻ và có thể là duy nhất không thể hợp thành dây chuyền, do những lao động chuyên nghiệp tương ứng làm. Tuy nhiên, các công việc chuyên môn trong gói công việc được thực hiện với một biên chế lao động không cố định, có thể thay đổi biên chế lao động từ đó thời lượng thực hiện các công việc chuyên môn này cũng thay đổi theo. Phương pháp Đường găng không chú trọng tới tính định biên của các tổ đội chuyên nghiệp, mà chú trọng tới tính găng (tức là tính căng thẳng, khẩn trương của các công việc chuyên môn khác nhau trong gói công việc dự án). Phương pháp Đường găng được áp dụng cho mọi loại dự án (là những nỗ lực thực hiện công việc một cách hữu hạn theo một dạng đơn đặt hàng nào đó (ví dụ như: hợp đồng,...), chứ không phải là sản xuất hàng hóa hàng loạt theo kiểu công nghiệp), bao gồm cả dự án xây dựng.
Khác với 2 phương pháp tổ chức thực hiện công việc trên, trong Phương pháp Đường găng tức là phương pháp tổ chức thực hiện công việc trọn gói, cả thời lượng thực hiện của các công tác lẫn các thời điểm bắt đầu và kết thúc của mỗi công tác có thể được thay đổi linh hoạt.
Thời lượng thực hiện của các công tác trên mỗi phân đoạn có thể thay đổi, khi thay đổi (thêm bớt) biên chế tổ đội lao động chuyên nghiêp. Phương pháp Đường găng cho phép một loại công tác chuyên môn được thực hiện với khối lượng công tác như nhau trên 2 phân đoạn công việc khoán gọn (trọn gói), có thể được thực hiện với số lượng biên chế lao động chuyên nghiệp khác nhau, và do đó thời lượng thực hiện công tác chuyên môn đó trên mỗi phân đoạn là khác nhau. Điều này là không thể ở phương pháp tổ chức theo tổ đội chuyên nghiệp, và đặc biệt là không thể có ở phương pháp tổ chức thực hiện công việc theo dây chuyền.
Trong phương pháp Đường găng, thời điểm bắt đầu và kết thúc của mỗi công tác chỉ bị ghim cố định trên trục thời gian, khi mà công tác đó là những công tác găng (chúng nằm trên đường găng), còn nếu chúng không nằm trên đường găng thì thời điểm bắt đầu và kết thúc của chúng có thể thay đổi trôi nổi trong khoảng thời gian dự trữ toàn phần.
Nhưng ngay cả các công tác găng cũng có thể thay đổi thành các công tác không găng và ngược lại công tác không găng có thể thành công tác găng, đồng thời với việc thay đổi đường găng, nếu như ta thay đổi thời lượng thực hiện công tác của các công tác găng này (thay đổi bằng cách tăng giảm biên chế tổ đội chuyên nghiệp). Do vậy, thời điểm bắt đầu và kết thúc của các công việc găng cũng chỉ là cố định một cách tương đối trong phương pháp Đường găng.

## Tham khảo

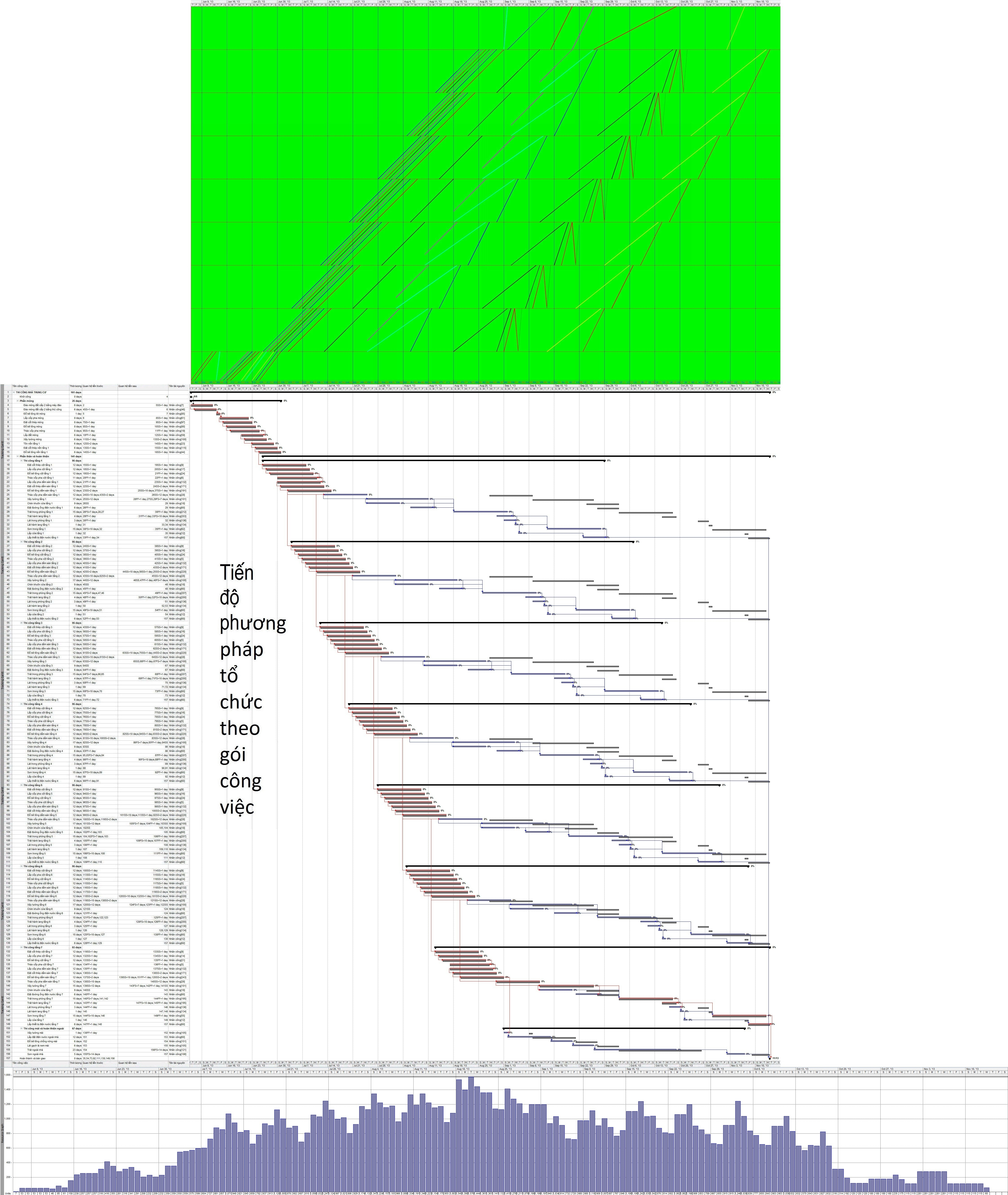
Tiến độ của dự án xây dựng nhà nhiều tầng lập theo phương pháp tổ chức thực hiện công việc theo gói công việc.
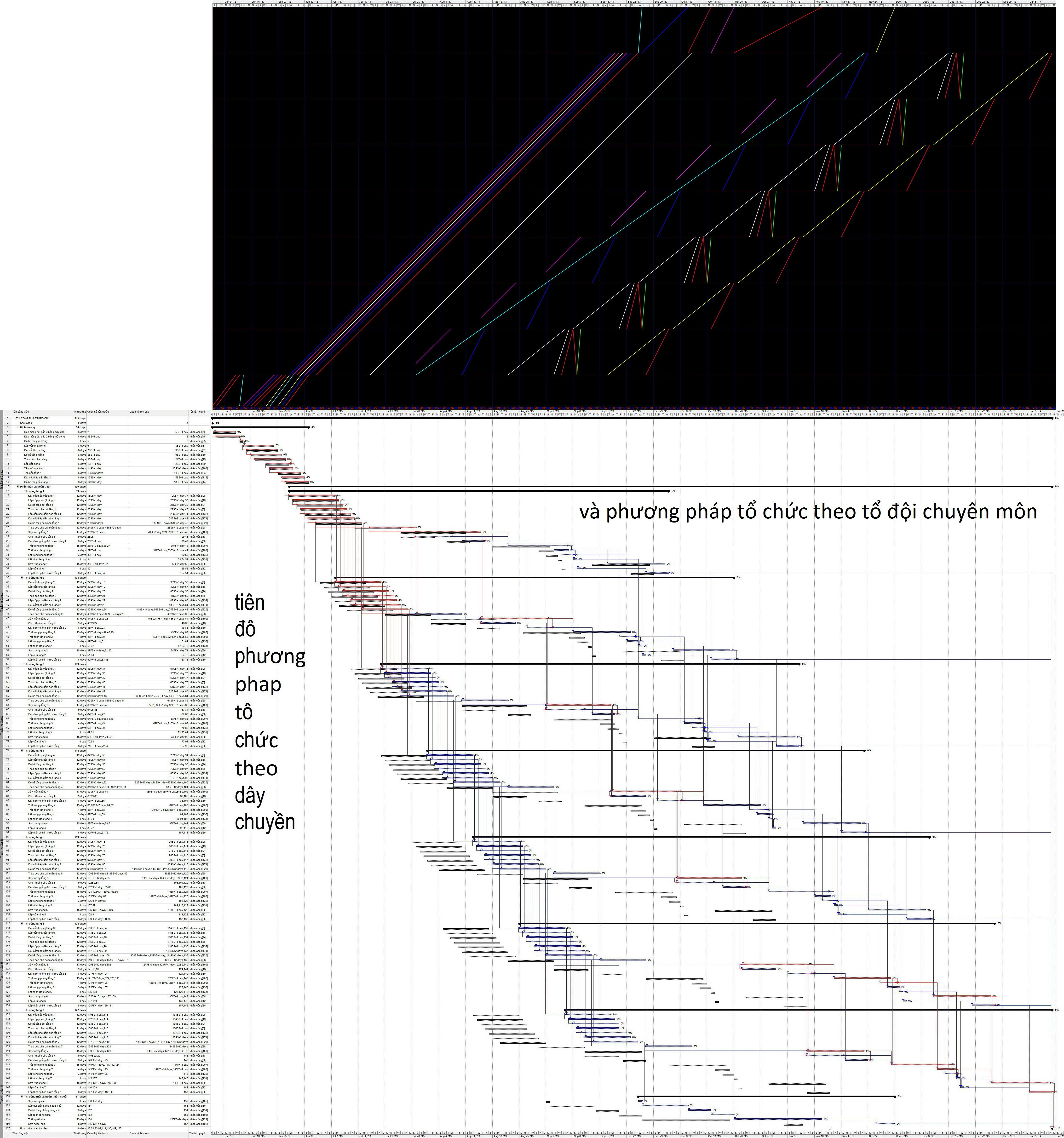
Tiến độ của dự án xây dựng nhà nhiều tầng lập theo phương pháp tổ chức thực hiện công việc theo tổ đội chuyên môn.
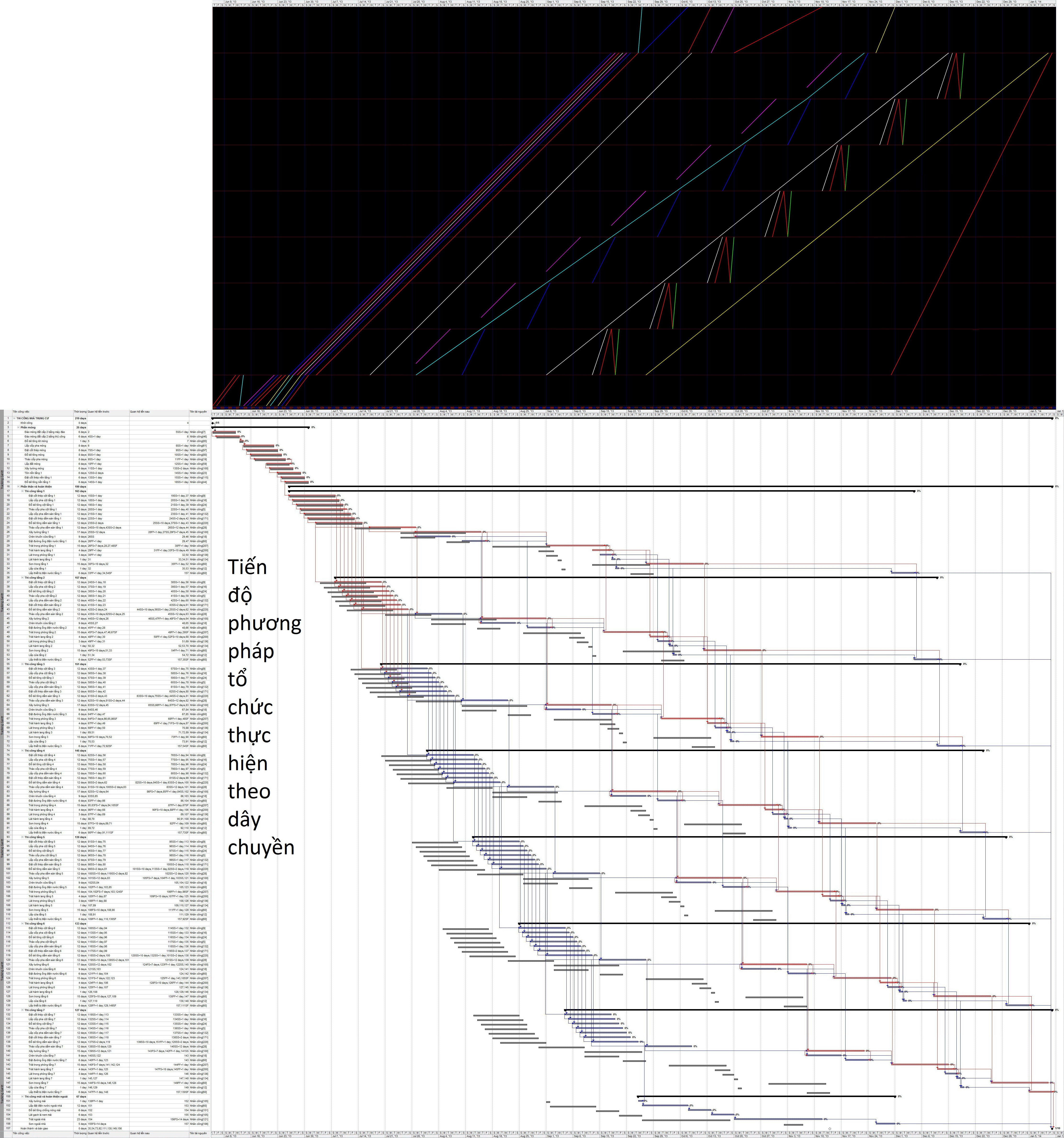
Tiến độ của dự án xây dựng nhà nhiều tầng lập theo phương pháp tổ chức thực hiện công việc theo dây chuyền.
Tiến độ của dự án xây dựng nhà nhiều tầng lập theo cả ba phương pháp tổ chức thực hiện công việc là: phương pháp tổ chức thực hiện theo gói công việc, phương pháp tổ chức thực hiện công việc theo tổ đội chuyên môn và phương pháp tổ chức thực hiện công việc theo dây chuyền.